# Посвірж золотогузий
Посві́рж золотогузий (Sicalis uropigyalis) — вид горобцеподібних птахів родини саякових (Thraupidae). Мешкає в Андах.

## Опис
Довжина птаха становить 14 см. Виду притаманний статевий диморфізм. У самців голова і шия жовті, на обличчі сіра "маска". Спина сірувата, поцяткована темними плямками, крила і хвіст темно-сірі, нижня частина тіла зеленувато-жовта. У самиць голова оливково-жовта, на потилиці темні плямки. Верхня частина тіла темно-сіра, нижня частина тіла жовтувата. 

## Підвиди
Виділяють два підвиди:
- S. u. sharpei (Berlepsch & Stolzmann, 1894) — Анди на північному заході і в центрі Перу (від Кахамарки до Хуніна);
- S. u. uropigyalis (d'Orbigny & Lafresnaye, 1837) — Анди на півдні Перу, в Болівії, на півночі Чилі (на південь до Антофагасти) та на північному заході Аргентини (на південь до Тукуману).

## Поширення і екологія
Золотогузі посвіржі мешкають в Перу, Болівії, Чилі і Аргентині. Вони живуть на сухих високогірних луках пуна та серед скель. Зустрічаються на висоті від 3500 до 4800 м над рівнем моря, в Чилі на висоті від 2500 м над рівнем моря. Живляться насінням, комахами та їх личинками.